# Cerro Escorial
Cerro Escorial je neaktivní stratovulkán nacházející se na hranicích Argentiny a Chile. Stavba sopky je tvořena převážně andezity a dacity, vrchol je ukončen kráterem o průměru přibližně jednoho kilometru. Věk posledních erupcí není znám, ale na základě relativně dobře zachované morfologie lávových proudů a ignimbritových uloženin, nacházejících se na chilské straně, je věk odhadován na holocén. Asi čtyři kilometry jihozápadně od sopky se nachází činný důl na síru.